# 張國紀 (萬曆進士)
張國紀（1552年—？），字子振，號肖菴，河南河南衛軍籍，宿松縣人，明朝政治人物。同進士出身。

## 生平
隆慶元年（1567年）丁卯科河南鄉試第三十七名舉人，萬曆十四年（1586年）中式丙戌科會試第二百二十八名，三甲第二百八十一名進士。吏部觀政，十六年八月同考順天府鄉試，十七年四月授南兵部主事，二十年升车驾司员外郎，二十一年升本部武库司郎中，二十三年升任鞏昌府知府，二十六年考察去職。

## 家族
曾祖張廣；祖父張文；父張大化，母方氏。兄張國綱，弟張國績。